# 모로스 이 크리스티아노스 (음식)

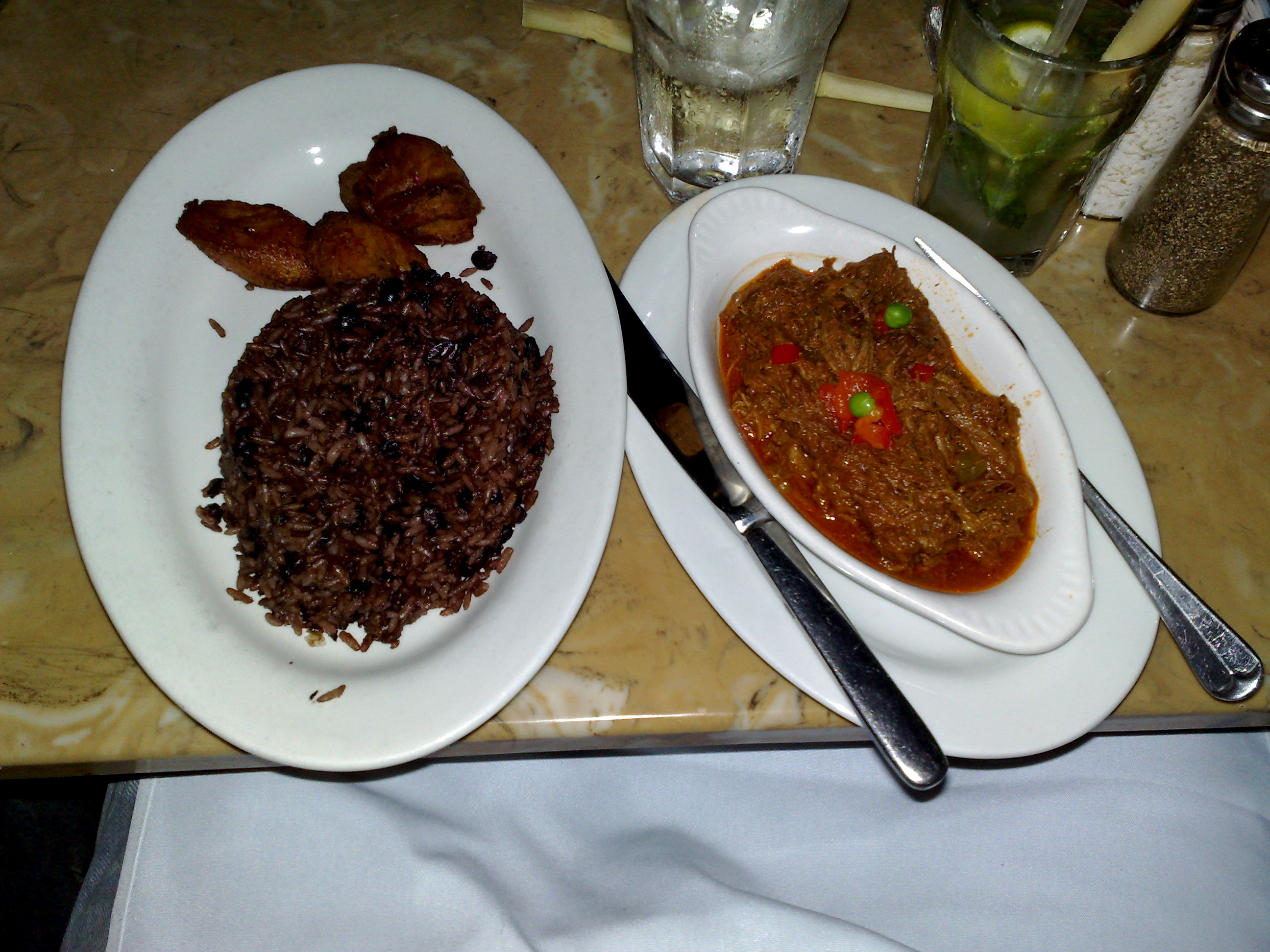
모로스 이 크리스티아노스(왼쪽), 로파 비에하(오른쪽)

플라티요 모로스 이 크리스티아노스(스페인어: Platillo Moros y Cristianos)는 쿠바를 중심으로 하여 카리브해 권역, 미국 남부 주에 널리 퍼진 쌀 요리이며, 파에야의 영향을 받은 요리이다.
모로스 이 크리스티아노스라는 의미는 "무어인과 기독교인"을 의미한다. 여기서 무어인은 검은 콩을 가리키고, 기독교인은 쌀을 가리킨다. 이는 8세기 초 이슬람 세계의 스페인 정복과 15세기의 레콩키스타의 시기에 영향을 받아 생겨난 의미이며, 스페인어권인 쿠바에도 전해졌다.
만드는 방법은 먼저 검은 콩을 물에 불려놓아 준비한다. 그리고  큰 냄비에 기름을 두르고 양파를 볶은 뒤, 마늘과 피망 등의 채소를 넣고 한번 더 볶고, 오레가노, 월계수 잎, 쿠민을 넣고 기호에 따라 와인을 부어 3분 정도 볶은 후 닭 육수와 쌀을 부어서 약불에서 20분 정도 끓인다. 그 후 소금과 후추로 간을 하고 기호에 따라 허브를 올려놓아 완성한다.

## 같이 보기
- 쿠바 요리
- 파에야
- 프리홀레스